# OpenGL Utility Toolkit
OpenGL Utility Toolkit (GLUT) とは、リアルタイム3次元コンピュータグラフィックス用APIのひとつであるOpenGLのバージョン1.1に準拠したユーティリティツールキット（ライブラリ）である。GLUTはC言語形式の関数群で構成されている。
シリコングラフィックス (SGI) やマーク・キルガード（Mark J. Kilgard）によって開発された。
Windows、macOS、LinuxなどのUnix系オペレーティングシステム (OS) で使用できる。

## 概要
OpenGL向けの基本的な拡張ライブラリとしては、同次変換行列の生成などを補助するOpenGL Utility Library (GLU) が存在するが、GLUTはGLUにない下記の機能を持つ。
- OpenGL描画のための複数ウィンドウ
- コールバック形式のイベント処理
- マウスやキーボードなどの基本入力デバイス対応
- アイドリングとタイマー
- シンプルなポップアップメニュー
- ソリッド／ワイヤーフレームの基本図形（球、立方体、円錐、トーラス、およびティーポット）の生成機能
- ビットマップ／ストロークフォント
- その他のウィンドウ管理関数

GLUTは単なるユーティリティにとどまらず、アプリケーションフレームワーク的な機能も併せて持っており、シンプルな構成でありながらプラットフォーム固有のウィンドウウィジェットの生成処理などを隠蔽・自動化してくれる。特にOpenGLのレンダリングコンテキストを生成してウィンドウにアタッチする処理やイベントループの扱いは、オペレーティングシステムおよびウィンドウシステムごとに異なり、OpenGLのAPIを使って描画したグラフィックスを実際に画面に表示させてインタラクションができるようになるまでには定型的な初期化処理を相当量書かなくてはならないため、初学者にとって難解なだけでなく、熟練者にとっても煩雑である。そのため、OpenGLの補助ライブラリの中でも特に広く使用されており、グラフィックスプログラムのプロトタイピングや入門書などでも用いられている。
OpenGL関数にglプレフィックスが付けられているのと同様に、GLU関数にはgluプレフィックスが、またGLUT関数にはglutプレフィックスがそれぞれ付けられている。
GLUTはソースコードが公式サイトにて公開されている。パブリックドメインではなく、また無保証だが、ライセンス料を支払うことなく無償で利用できる。Microsoft Windows SDKにはGLUが同梱されているものの、GLUTは同梱されていない。XcodeにはGLUT.frameworkが同梱されているが、OpenGLとともに非推奨となっている。
なお、かつてはMicrosoft DirectX (Direct3D) 用のGLUT風フレームワークライブラリ「DXUT」がそのソースコードとともにDirectX SDKに同梱されていた。DXUTはC++専用で、Direct3D 9/10/11に対応しており、GLUTのようなコールバック形式のフレームワークに加えて、ボタンやドロップダウンリストなどのGUI部品も独自にサポートしていた。DXUTは主にDirectXのサンプルコードや技術的なデモンストレーションのために用意されていたものであり、実際のアプリケーションソフトウェア開発向けではない。

## 問題点
GLUTはメインループ（イベントループ、メッセージループ）に突入した後、終了時にウィンドウをクローズする際にメインループから抜け出す手段が用意されておらず、Cのexit()関数を使うなどして半強制終了するしかない。
また、マウスホイールなどのサポートがない。
GLUTからフォークし、これらの欠点を改善したFreeGLUTなどの派生ライブラリが開発されている。
なお、GLUTは最終版3.7のリリースが1998年であるが、その後グラフィックスハードウェア（オンボードグラフィックスあるいはグラフィックスカードに搭載されているGPU）の進化とともに廃止されたOpenGL固定機能（OpenGL 3.0で非推奨化、3.1で拡張機能として格下げ、3.2で互換プロファイルに分離）に依存している。そのため、最新のOpenGL機能を利用するときに、OpenGLレンダリングコンテキストの作成処理が隠蔽されているGLUTでは不都合がある。
レンダリングコンテキストの作成時にプロファイル種別を指定できるGLFWなどの新しい後発ライブラリやツールキットによって、GLUTはとって代わられつつある。